# Triunghiul de autostrăzi Suhl
Triunghiul de autostrăzi Suhl (numit și triunghiul Suhl, abreviere: AD Suhl) este un triunghi de autostrăzi la vest de orașul Suhl din sudul Turingiei. Autostrada federală A 73 (spre Coburg) începe de la autostrada federală A 71 (spre Erfurt/Schweinfurt).
Triunghiul autostrăzii se află în întregime în zona urbană a orașului Suhl și a fost săpat în versantul estic al muntelui Heiliger Berg (Muntelui Sfânt). Locurile din jur sunt cartierele Suhl Mäbendorf, Albrechts și Heinrichs.
Forma este cel de trompetă orientată spre dreapta. Singura structură de pod transportă A 71 peste A 73.
Construcția primului tronson al A 73 între Suhl și Schleusingen a început în 2003. Triunghiul de autostradă a fost deschis circulației pe 16 iunie 2006.
Triunghiul Suhl care face conexiunea cu A 73, este notat ca intrarea / ieșirea numărul 20 de pe A 71.